# Canton de Provenchères-sur-Fave
Pour les articles homonymes, voir Provenchères et Fave (homonymie).
Le canton de Provenchères-sur-Fave est une division administrative française, située dans le département des Vosges et la région Lorraine.

## Composition
| Nom                               | Code Insee | Intercommunalité           | Superficie (km2) | Population (dernière pop. légale) | Densité (hab./km2) |
| --------------------------------- | ---------- | -------------------------- | ---------------- | --------------------------------- | ------------------ |
| Provenchères-sur-Fave (chef-lieu) | 88361      | CC Fave, Meurthe, Galilée  | 7,27             | 890 (2013)                        | 122                |
| Le Beulay                         | 88057      | CA de Saint-Dié-des-Vosges | 2,40             | 112 (2014)                        | 47                 |
| Colroy-la-Grande                  | 88112      | CC Fave, Meurthe, Galilée  | 11,86            | 535 (2013)                        | 45                 |
| La Grande-Fosse                   | 88213      | CA de Saint-Dié-des-Vosges | 6,79             | 112 (2014)                        | 16                 |
| Lubine                            | 88275      | CA de Saint-Dié-des-Vosges | 14,85            | 212 (2014)                        | 14                 |
| Lusse                             | 88276      | CA de Saint-Dié-des-Vosges | 19,49            | 437 (2014)                        | 22                 |
| La Petite-Fosse                   | 88345      | CA de Saint-Dié-des-Vosges | 5,04             | 83 (2014)                         | 16                 |

Les communes de Provenchères-sur-Fave et Colroy-la-Grande forment la commune nouvelle de Provenchères-et-Colroy depuis de 1er janvier 2016.

## Histoire
Les communes listées ci-dessus faisaient primitivement partie du canton de Saales avant le partage de celui-ci entre la France et l'Allemagne le 18 mai 1871. Elles se sont alors constituées en l'un des plus petits cantons de France.

## Démographie
| 1962  | 1968  | 1975  | 1982  | 1990  | 1999  | 2006  | 2011  | 2012  |
| ----- | ----- | ----- | ----- | ----- | ----- | ----- | ----- | ----- |
| 2 453 | 2 478 | 2 409 | 2 131 | 2 274 | 2 291 | 2 415 | 2 443 | 2 417 |

## Représentation

### Conseillers d'arrondissement (de 1871 à 1940)
| Période                                  | Période               | Identité                                 | Étiquette | Qualité |
| ---------------------------------------- | --------------------- | ---------------------------------------- | --------- | --- |
| 1833                                     | 1839                  | Charles Pierre d'Olonne (1795-1861)      |           | Officier de cavalerie, chef d'escadron, propriétaire à Saint-Dié                                            |
|                                          |                       |                                          |           | |
| 1910                                     | 1919                  | Henri Joseph Firmin Georgeon (1864-1930) | Libéral   | Notaire à Provenchères-sur-Fave                                                                             |
| 1919                                     | 1934                  | Paul Durain                              |           | Conseiller municipal et ancien maire de Provenchères-sur-Fave                                               |
| 1934                                     | 1935                  | Lucien Mathis                            | URD       | Boulanger à Provenchères-sur-Fave                                                                           |
| 22 sept. 1935                            | nov.1935 (annulation) | Raymond Noirel                           | Radical   | Receveur buraliste à Provenchères-sur-Fave Inéligible en raison de sa profession                            |
| 1940                                     |                       |                                          |           | Les conseils d'arrondissement ont été suspendus par la loi du 12 octobre 1940 et n'ont jamais été réactivés |
| Les données manquantes sont à compléter. |                       |                                          |           | |

### Conseillers généraux de 1871 à 2015
| Période           | Identité                        | Parti               | Fonction                                                           | Qualité |
| ----------------- | ------------------------------- | ------------------- | ------------------------------------------------------------------ | --- |
| 1871-1883         | Paul Champy                     | Conservateur        |                                                                    | industriel |
| 1883-1889         | Prosper Géhin                   | Républicain         |                                                                    | notaire, maire de Provenchères-sur-Fave |
| 1889-1900 (décès) | Charles Claudel (1848-1900)     | Conservateur        |                                                                    | notaire à Saint-Dié |
| 1900-1907         | Jean Gérardin (1868-1940)       | Républicain         |                                                                    | avocat à Saint-Dié |
| 1907-1935 (décès) | Hubert de Bazelaire de Lesseux  | URD                 |                                                                    | industriel député (1919-1928) maire de Lusse (1920-1935) |
| 1935-1940         | Lucien Mathis (1890-1969)       | URD                 |                                                                    | boulanger, épicier maire de Provenchères-sur-Fave (1935-1969), conseiller d'arrondissement nommé conseiller départemental en 1943                                                                                 |
|                   |                                 |                     |                                                                    | |
| 1945-1969 (décès) | Lucien Mathis                   | DVD                 |                                                                    | boulanger maire de Provenchères-sur-Fave (1935-1969) |
| 1969-1979 (décès) | Maurice Lemaire                 | UDR puis RPR        |                                                                    | directeur général de la SNCF député (1951-1978) maire de Colroy-la-Grande (1947-1977) conseiller régional (1974-1978) ancien ministre (1953-1955) ancien conseiller général du Canton de Raon-l'Étape (1951-1969) |
| 1979-1982         | Lionel Stoléru                  | UDF-PR              |                                                                    | ingénieur des Mines secrétaire d'État (1974-1981) |
| 1982-2001         | Arnould de Bazelaire de Lesseux | soutien PS puis DVD |                                                                    | professeur d'université maire de Lusse (1989-2001 et 2008-2017) |
| 2001-2015         | Jean-Guy Ruhlmann               | DVD puis UMP        | président de la commission « finances et administration générale » | chef d'entreprise maire de Lubine (1975-2020) |

En mars 1982, Lionel Stoléru, déjà battu aux législatives de 1978 et de 1981, perd le canton acquis en 1976, face à son adversaire local Arnould de Lesseux, qui le bat de deux voix. Cette troisième défaite mettra un terme à ses tentatives électorales dans le département des Vosges.